# Pucusana
Pucusana is een van de 43 districten van de hoofdstedelijke provincie Lima in Peru. Het grenst in het noorden aan het district Santa María del Mar, in het oosten aan de provincie Cañete en in het zuiden en westen aan de Stille Oceaan.

## Geschiedenis
Pucusana werd ingesteld op 22 januari 1943, onder het presidentschap van Manuel Prado. Het is een district met verschillende pleinen en parken en een relatief grote commerciële en toeristische ontwikkeling. Het feit dat Pucusana beschikt over een lange kuststrook heeft ervoor gezorgd dat men het district ook wel ciudad balneario noemt.

## Bestuurlijke indeling
Het district is maakt deel uit van de provincie Lima in de gelijknamige regio van Peru, in de metropool Lima Metropolitana.